# Museo Nacional del Hombre
El Museo Nacional del Hombre se encuentra ubicado en la calle 3 de Febrero 1378 en el barrio de Belgrano, Buenos Aires. Es uno de los museos nacionales de la Argentina que dependen de la Secretaría de Cultura de la Nación y cuya temática está enfocada en la arqueología de los pueblos amerindios de Sudamérica. Por otra parte, se encarga de promover investigaciones al respecto y dictar cursos en aquella temática. 
Tuvo diversos nombres desde su fundación, como «Museo de la Tradición», «Museo Nacional de las Comunidades», entre otros. Su origen se remonta a 1943 con la creación del «Instituto Nacional de la Tradición», el cual fue posteriormente renombrado como «Instituto Nacional de Antropología y Pensamiento Latinoamericano», el cual aloja en sus instalaciones.

## Historia y colección
Su creación es una escisión del «Instituto Nacional de Antropología y Pensamiento Latinoamericano» creado en 1943, cuyo objetivo era el estudio de las culturas precolombinas, y con el tiempo se extendió a los estudios de los pueblos originarios de América, a su lingüística y también al folklore.
Su edificio actual —datado de 1950 y obra de la constructora Beordi— fue adquirido por el Estado argentino a la familia Grüineisen en 1973, que permitió que el museo tuviese instalaciones apropiadas para el museo en sí, su biblioteca y la sala de exposición. Su colección se compone principalmente de piezas arqueológicas que aportaron antropólogos durante sus trabajos, llegándose a contar aproximadamente 5000 piezas, principalmente relacionadas con las culturas nativas de Argentina, pero también del resto del continente, como de otras regiones del mundo. Algunas de las piezas fueron obtenidas ilegalmente por coleccionistas y posteriormente cedidas al museo.
Desde comienzos del siglo XX, el museo además de dictar cursos temáticos, también cuenta con actividades interactivas para niños con el objetivo de que estos pueda experimentar la fabricación de los objetos en exhibición. Por otra parte, la institución es de permanente consulta al respecto de restitución y conservación de lugares arqueológicos en la Argentina, especializándose en arte precolombino.